# 김충섭 (정치인)
김충섭(金忠燮, 1954년 10월 27일~)은 대한민국의 정치인이다. 제40·41대 경상북도 김천시장을 지냈다.
2018년 지방선거에서는 무소속으로 경상북도 김천시장 선거에 출마·당선되었으며, 2020년 1월 21일, 자유한국당에 입당하였다. 2022년 지방선거에서 국민의힘 김천시장 후보자로 공천되었으며, 재선되었다.
2023년 8월에 2022년 지방선거 실시 이전인 2021년 설날·추석 연휴 무렵에 김천시청 소속 공무원들과 읍·면·동장들을 동원하여 지역 주민 1,800여 명을 상대로 6,700만원 상당의 현금, 술을 포함한 각종 명절 선물을 돌려 공직선거법을 위반한 혐의로 구속 영장을 발부한 뒤, 같은 해 9월 14일에 구속 기소되었다. 2024년 2월 6일에 대구지방법원 김천지원에서 열린 1심 재판에서 공직선거법상 당선무효형에 해당하는 징역 2년, 집행유예 3년을 선고받았으며, 2024년 8월 29일에 대구고등법원에서 열린 항소심 재판, 2024년 11월 28일에 대법원에서 열린 상고심 재판에서도 같은 형량을 선고받으면서 직위를 상실했다.

## 학력
- 봉곡국민학교 졸업
- 김천중학교 졸업
- 1971~1974 김천고등학교 졸업
- 1996~1998 영진전문대학교 행정학 학사

## 경력
- 2006. 2.~2006. 12. 경상북도청 전국체전기획단 단장
- 2006. 12.~2008. 1. 경상북도 청도군 부군수
- 2008. 1.~2009. 1. 경상북도 김천시 부시장
- 2011. 7.~2011. 12. 경상북도청 문화관광체육국 국장
- 2012. 1.~2013. 1. 경상북도 구미시 부시장
- 2013. 1.~2017. 1. 경상북도청소년수련원 원장
- 2018. 6. 13. 제7회 전국동시지방선거 당선(경상북도 김천시장, 무소속, 초선)[1][2]
- 2018. 7. 1.~2022. 6. 30. 제7대 경상북도 김천시장(민선7기)
- 2022. 6. 1. 제8회 전국동시지방선거 당선(경상북도 김천시장, 국민의힘, 재선)[5][6]
- 2022. 7.~2024. 11. 28.[7][8] 제8대 경상북도 김천시장(민선 8기)
- 김천 상무 FC 구단주

## 역대 선거 결과
|  | 50.79% |

|  | 75.06% |